# Alcurus striatus
Il bulbul striato (Alcurus striatus Blyth, 1842), in thailandese นกปรอดลาย, è una specie di uccello canterino del genere Alcurus, nello specifico della famiglia dei Pycnonotidae, tipica del sud-est asiatico.

## Descrizione

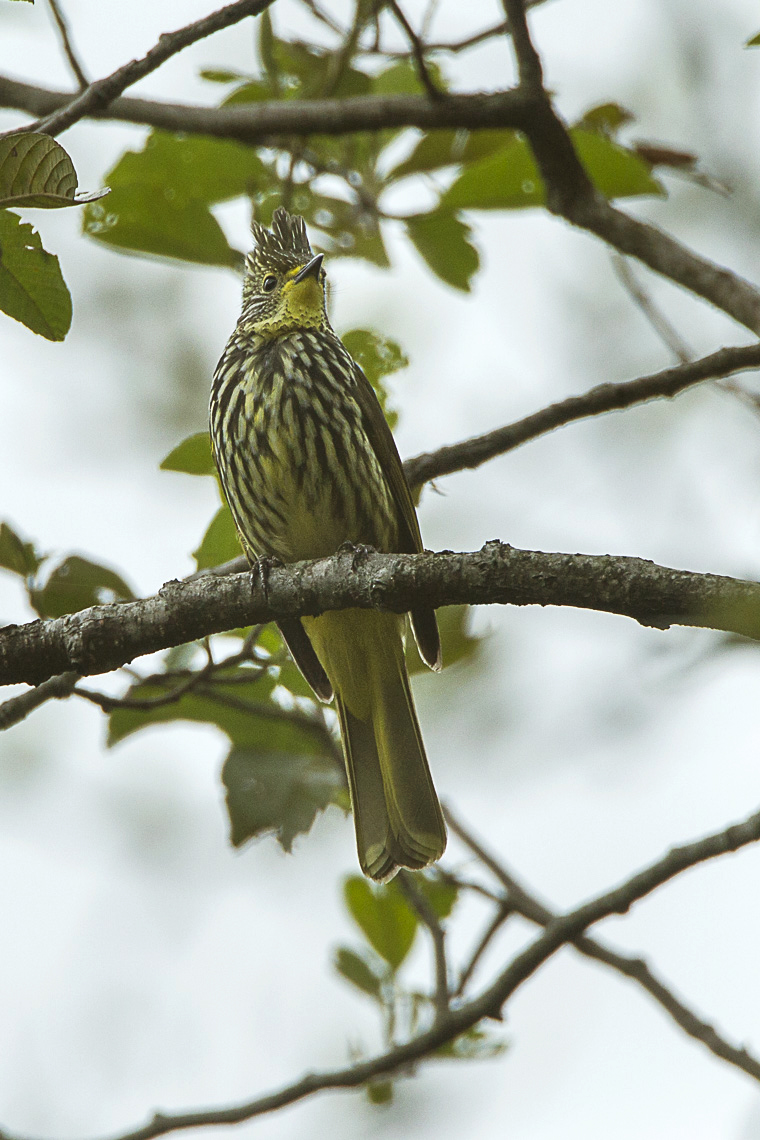
Bulbul striato

La specie presenta colori ben definiti e una fitta cresta. Le piume della parte superiore solo di colore verde olivastro passando al giallo pallido sulla gola e l'addome. Presenta inoltre diverse sfumature biancastre sul petto scuro.

## Biologia

### Voce
Emette vari vocalizzi, tra cui cinguettii e gorgheggi, che uniti danno vita a una breve melodia con fasi ben distinte.

### Alimentazione
Caccia sui rami degli alberi, spesso in compagnia di altri esemplari.

### Riproduzione
La zona di riproduzione della specie è quella himalayana e del Vietnam settentrionale. L'aspettativa di vita si aggira intorno ai 2,7 anni.

### Spostamenti
In base alla stagione si sposta mediante migrazione altitudinale.

## Distribuzione e habitat
La specie è presente in: Bhutan, Cina, India, Laos, Myanmar, Nepal, Thailandia e Vietnam. L'areale della specie si estende su una superficie di 1.830.000 km2. Non vi sono dati esatti sul numero di esemplari, ma la specie viene considerata comune e stabile. Vive nelle foreste tropicali e subtropicali umide.

## Tassonomia
La specie venne inizialmente inserita nel genere Tricophorus (sinonimo di Criniger) per essere successivamente spostata nella famiglia Pycnonotidae.
La specie è suddivisa in tre sottospecie:
- A. striatus arctus - Ripley, 1948
- A. striatus paulus - Bangs e Phillips, JC, 1914
- A. striatus striatus - Blyth, 1842

## Conservazione
La specie è attualmente inserita nella Lista Rossa IUCN nella categoria di specie a rischio minimo. Soggetta al commercio internazionale.